# Date sōdō
Pour les articles homonymes, voir Date et Sodo.
Le Date sōdō (伊達騒動), ou incident Date, est un litige au sein d'une famille de la noblesse survenu dans le clan de samouraï Date, en 1671, au Japon.

## Histoire
En 1660, le daimyo (seigneur féodal) du domaine de Sendai et chef de clan, Date Tsunamune, est arrêté à Edo pour ivresse et débauche. Les faits sont généralement considérés comme fondés, mais l'arrestation est probablement fortement encouragée par certains vassaux et parents dans le nord. Ces vassaux et parents font appel au conseil des sages à Edo afin qu'il décide que Tsunamune n'est pas apte à gouverner et que son fils Date Tsunamura, arrière petit-fils de Masamune, doit devenir daimyo. Ainsi, Tsunamura devient-il daimyo sous la tutelle de ses oncles Date Munekatsu et Muneyoshi.
Dix ans de violence et de conflit s'ensuivent dans le domaine pour atteindre un point culminant en 1671 quand Aki Muneshige, un puissant parent des Date, se plaint auprès du shogunat de la mauvaise gestion du fief sous la direction de Tsunamura et ses oncles. Le metsuke (inspecteur) pour la région tente de faire face à la situation et d'agir en tant que médiateur, mais sans succès contre la détermination de Aki.
Le metsuke fait son rapport à Edo, et Aki y est bientôt convoqué pour plaider sa cause devant divers comités et fonctionnaires, dont le tairō Sakai Tadakiyo et les membres du conseil des rōjū . Après son arrivée, le 13e jour du deuxième mois lunaire, il est interrogé et questionné, de même que plusieurs autres obligés des Date des deux côtés du différend. Un obligé en particulier, partisan de Tsunamura et ses oncles, du nom de Harada Kai Munesuke, fait une particulièrement mauvaise impression lors de ces réunions et quitte l'interrogatoire de mauvaise humeur.
Vers la fin du mois, tous les obligés des Date sont convoqués à la maison du tairō pour une nouvelle série de questions. Il se dit que, au cours de la journée, Harada Kai Munesuke est de plus en plus mis en difficulté quand il se rend compte à quel point ses réponses sont opposées à celles d'Aki Muneshige. Selon une version des événements, Harada, après une série de questions, attend dans une autre pièce quand Aki arrive et commence à crier des insultes. Des épées sont ensuite tirées et Aki est tué. Harada est tué quelques instants après par les fonctionnaires ou leurs gardes.
Un procès a bientôt lieu, l'assassinat est un crime d'autant plus grave qu'il a été commis dans la maison d'un haut fonctionnaire du gouvernement. Le verdict officiel est que Harada a sorti son épée en premier et la punition est sévère. La famille Harada est détruite, les fils et les petits-fils de Harada exécutés, et bien que Tsunamura est confirmé « bon daimyo », ses oncles sont punis. Aki est jugé un parangon de loyauté et aucune mesure n'est prise contre sa famille.
Cette histoire a inspiré un certain nombre de productions culturelles, notamment une pièce jōruri (théâtre de marionnettes), adaptée plus tard en kabuki, Meiboku sendai hagi de Chikamatsu Monzaemon. Dans cette production, comme dans beaucoup d'autres réécritures de l'histoire, Harada est sans aucun doute le méchant et Aki, le héros. Les historiens, cependant, sont sceptiques quant à l'exactitude de cette approche en noir et blanc, et affirment que d'autres éléments de la narration ne sont probablement pas conformes aux documents officiels. Une partie ou l'autre du différend peut avoir corrompu des agents publics dans le but d'influer sur la façon dont le gouvernement traite la situation, et il est connu que Sakai Tadakiyo était un ami de Tsunamune, ce qui a donc peut-être modifié le comportement du shogunat dans cette affaire.

## Source
- (en) Cet article est partiellement ou en totalité issu de l’article de Wikipédia en anglais intitulé « Date Sōdō » (voir la liste des auteurs).